# Rayy
Rayy, Ray o Rey (en persa: ری‎) es una antigua ciudad iraní del ostan o provincia de Teherán. Las ruinas se encuentran a unos 8 km al sursudoeste de Teherán junto al santuario de Shah Abd al-Azim.

## Historia

### Edad Antigua
En el Avesta se la menciona como Ragha, siendo una de las doce plazas sagradas creadas por Ahura Mazda.
Antiguamente conocida en persa antiguo como Raiga (en griego: Ῥαγαί), pertenecía a la Media Magna y era capital del distrito conocido por Raguiana. El pretendiente de Media Fraortes trató de refugiarse en ella, en vano, en 521 a. C. En tiempos del rey Darío el Grande, el gobernador de la ciudad fue su padre Upadaranma, que reprimió una revuelta de los partos.
Fue un lugar de asentamiento de los judíos exiliados. En los Apócrifos Bíblicos también se la mencionada cuando Tobías fue enviado por su padre para recuperar el dinero depositado a manos de Gabael, hijo de Gabries.
Alejandro Magno la ocupó en el verano de 330 a. C. y tardó once días en ir de Ecbatana a Raiga. Estrabón dice que la ciudad fue restaurada por los griegos, probablemente por Seleuco I Nicátor, que la denominó Europos. Después fue restaurada por los partos y llamada Arsacia (Arsakia), pero el nombre antiguo se recuperó a la caída del Imperio parto y derivó en la Edad Media en Ray (Rhey, Rayy o Rey).
Entre 485 y 553 la mencionan obispos sirios orientales, si bien seguramente datan de un poco antes y subsistieron después. En 661 el rey sasánida Yezdegerd III hizo en Ray su última llamada a la resistencia contra los árabes, antes de huir a Jorasán.
En la ciudad pueden encontrarse antiguos monumentos, como el templo de fuego de Ray.

### Dominación islámica
Se desconoce la fecha exacta de la conquista árabe de la ciudad: las fuentes la sitúan entre 639 y 644. En 646 Sa'd ibn Abi-Waqqas reprimió en la ciudad una revuelta. Rayy era feudo de la familia noble persa de los Mihran y como Siyawakhx ibn Mihran ibn Bahram dirigió la resistencia, Xubin Nuaym ibn Mukarrin la hizo destruir y ordenó la construcción de una nueva ciudad al masmughan Farrujan ibn Zaynabi ibn Kula. Hasta el año 690 un masmughan de la familia Farrujan es mencionado junto al gobernador árabe.
Rayy pasó sin problemas a los abásidas, pero después de la muerte de Abu Muslim en 753, el jurramita Sunbadh se apoderó de ella durante un tiempo. En 758 Al-Mahdi fue nombrado gobernador del este y reconstruyó Ray con el nombre de Muhammadiyya. La ciudad quedó rodeada de un foso. Harún al-Rashid, hijo de Al-Mahdi, nació en ella.
El 1 de mayo de 811 el general Tahir ibn Husayn, al servicio de Mamún, derrotó cerca de Ray a las fuerzas de su hermano y rival Al-Amin dirigidas por Ali ibn Isa ibn Mahan.

## Geografía

### Montañas
Ray está localizada en una planicie y por tanto sus montañas no son altas.
Bibi Sharbanu (کوه بی بی شهر بانو): La cordillera Bibi Sharbanu están ubicadas al este de la ciudad con una altura de 1535 metros por encima del nivel mar.
Cordillera Arad (کوه آراد): Están ubicadas en el centro de la provincia de Teherán. Tienen una altura máxima de 1428 metros por encima del nivel del mar. La cordillera también aparece en un mapa del año 1307 AH, dibujado por dos ingenieros iraníes de la época.

## Panorama

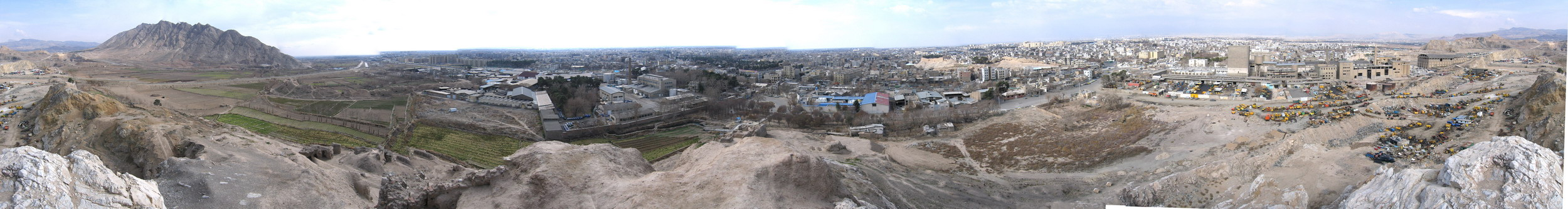
Panorama de la ciudad.